# Formosia heinrothi
Formosia heinrothi là một loài ruồi trong họ Tachinidae.